# Guden Kurt
Guden Kurt (Il dio Kurt) är ett skådespel, bestående av prolog och två akter, av Alberto Moravia (1907-1990). Dramat skrevs 1968 och iscensattes 1969 i Italien i regi av Antonio Calenda. I Sverige spelades Guden Kurt 1970 på Malmö Stadsteaters lilla scen, Intiman, i regi av Josef Halfen.
Handlingen utspelas i ett tyskt koncentrationsläger i Polen 1944. Kurt är en SS-major och lägerkommendant, som iscensätter ett ”kulturellt experiment”, som han kallar det, i en barack inredd som teater. Han arrangerar ett Oidipus-drama med några av de tillfångatagna judarna: Saul, som före kriget var skådespelare, och hans mor Myriam och far Samuele. Själv har Kurt utsett sig till Ödet. Ovetandes om deras identitet har Saul haft sexuellt umgänge med sin mor och dödat sin far. Myriam är nu gravid med sin sons barn. När sanningen uppdagats för Saul uppmanar Kurt honom att sticka ut ögonen, och Myriam att begå självmord, som Oidipus och Iokaste i den grekiska myten, något som de vägrar att göra. Saul dödar i stället Kurt, som menar att detta hör till experimentet, och att Saul inte ska straffas, varken för mord eller incest.